# 서울특별시청
서울특별시청(서울特別市廳)은 대한민국 서울특별시의 행정을 총괄하는 지방행정기관이다. 시장은 장관급 정무직공무원으로, 부시장은 차관급 정무직공무원으로 보한다. 시청 앞에는 서울광장이 있어 대규모 행사 시 주로 활용되기도 한다.

## 역사

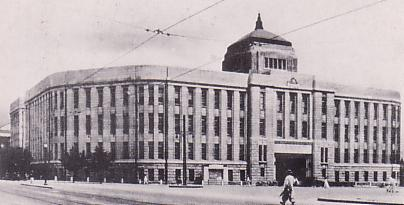
경성부청 건립 당시의 모습

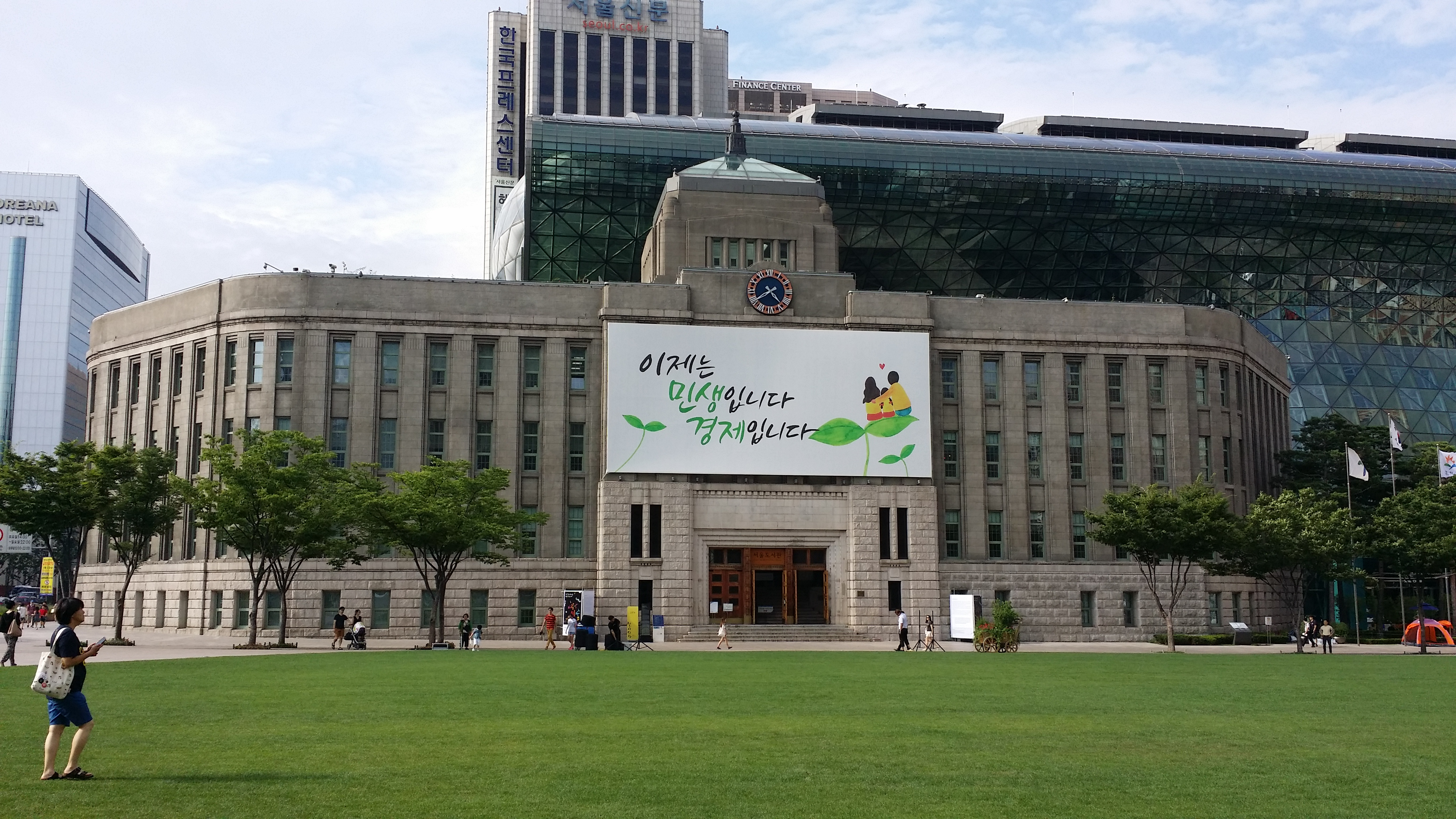
구 서울시청 (the Old Seoul City Hall)

서울특별시청 청사는 일제강점기 때, 경성부청(京城府廳)으로 건립되었다가 광복 이후 서울시청 건물로 쓰이게 되었다. 이 건물은 6차례 증축되었다.
1962년 증축된 북관과 1986년 증축된 신관은 새로운 청사를 짓기 위해 2006년 초에 철거되었다.
새로운 청사가 들어서면서 구 청사는 서울도서관으로 용도가 바뀌었다.
1975년부터 전광판 시계를 달았는데, 이명박 시장 재임 기간에 대형 바늘시계로 바뀌었다. 시계의 이름은 '바라'이다.
현재 서울특별시청의 시금고(제1금고) 업무를 맡고 있는 은행은 신한은행이다. 2018년까지는 우리은행이 제1금고은행을 맡았으며, 조선상업은행 시절인 1915년에 경성부청 금고 계약을 맺은 것을 시작으로 100년 동안 서울의 시금고 업무를 맡아 왔으나 신한은행이 1금고로 선정되면서 우리은행은 2금고로 밀려났다.
2007년에는 서소문 청사에 천연가스 충전소가 설치됐다. 주로 서울 시내와 인접한 지역에서 운행하는 CNG 마을버스들이 충전하러 들어왔으나 2021년 5월 31일을 마지막으로 천연가스 충전소의 운영을 종료했으며, 2022년 10월 7일에 수소 충전소로 바뀌었다.
2022년 2월 27일 건물을 비추는 우크라이나 국기가 있다.

## 청사
- 본관: 서울특별시 중구 세종대로 110
- 서소문청사: 서울특별시 중구 덕수궁길 15
- 서소문2청사: 서울특별시 중구 서소문로 124
- 무교로청사: 서울특별시 중구 무교로 21
- 남산청사: 서울특별시 중구 삼일대로 231
- 청계청사: 서울특별시 중구 청계천로 8
- 프레스센터: 서울특별시 중구 세종대로 124

### 신청사 건립

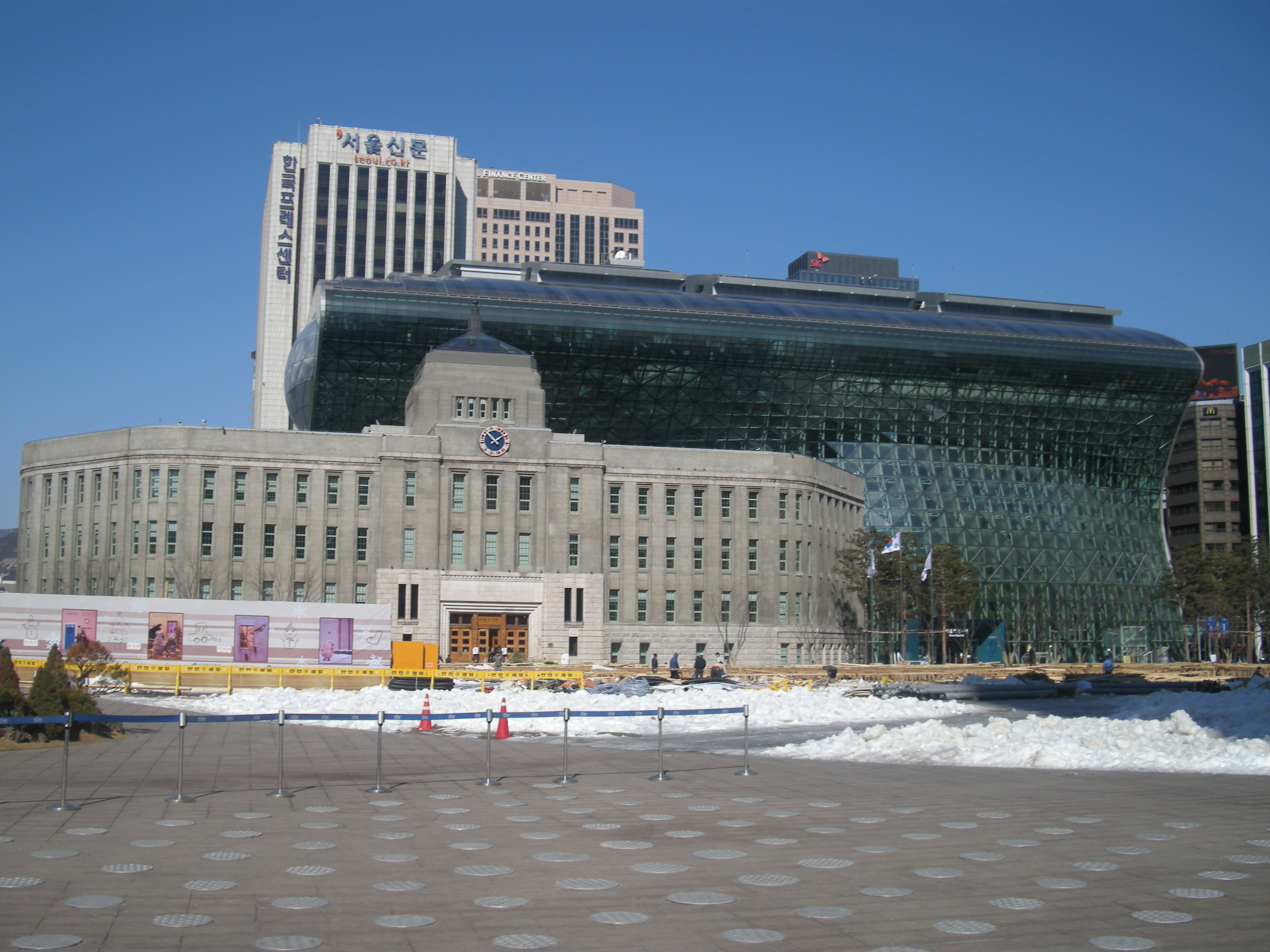
서울도서관(앞)과 서울특별시청사(뒤)

2007년 10월초에 주차장으로 쓰이던 새 청사 예정 부지에 지상 19층 높이의 새 청사가 착공될 예정이었으나 문화재청과 여론의 반대로 무산되었다. 새 청사는 3겹의 샌드위치 모양으로, 총 건축비 1565억 원에 연면적 21,500평 규모가 될 예정이었다. 기존 본관은 새 청사와 내부에서 연결되며, 광화문 쪽에서 을지로 입구 쪽으로 걸어갈 수 있도록 건물 일부를 필로티식으로 설계해 보행 통로를 확보할 예정이었다. 또한 새 청사의 고층부는 사무실로 사용하고, 저층부(전체 건물의 34%가량)는 시민들을 위한 문화·관광시설로 이용하게 되며, 기존 청사는 해체 후 건물 전면과 중앙부 돔을 복원하고 내부를 신축하여 도서관으로 활용할 예정이었다.
하지만 이전의 설계안이 "수도 서울의 상징성과 역사성, 대표성이 부족하다"라는 여론에 따라 서울시 신청사를 재설계하게 되었다. 2008년 2월 18일 서울시 신청사 설계경기에서 유걸의 설계안이 당선되었다. 건물 앞부분의 상층부는 곡선 모양으로 튀어나오도록 설계됐으며, 신청사 전체 공간 가운데 30% 정도는 다목적 홀, 스카이라운지 등 문화공간으로 이용된다. 신청사에는 시민문화공간과 함께 종합민원센터인 다산프라자 등 관련 업무 시설이 들어서 있으며, 2008년 12월에 착공했다. 설계자 유걸 씨는 "새 건물의 핵심 키워드는 전통, 시민, 미래"라며 "우리 전통건축 양식이 가진 저층의 수평적 요소와 처마지붕의 깊은 음영 및 곡선미를 재해석해서 옛것에 대한 친근감을 살렸다"라고 말했다. 당선된 설계안으로 공사를 하고 있는 2008년 8월 26일, 서울시에서 기존 청사의 '태평홀'을 철거 후 복원하기 위해 태평홀을 철거하자 문화재청에서 이에 대한 반발로 사적 가지정을 하여서 태평홀 해체 공사는 중단되고, 서울시청측과 문화재청은 '보존이냐 해체냐'라는 문제로 대립하였다.
하지만 대립 끝에 문화재청이 사적 가지정을 해제하였고,청사는 정면 부분과 중앙홀(태평홀)만을 남기고 철거되었다. 철거된 자리에는 새로운 청사 건물이 들어섰다. 착공한 지 4년 5개월 만인 2012년 8월 완공되었으며, 규모는 지하 5층, 지상 13층 연면적 90,788m2이다. 지상 3 ~ 4층에는 200석 규모의 대회의실, 지상 8 ~ 9층에는 500 ~ 700석 규모의 다목적홀이 들어서있으며, 지하 1 ~ 2층에는 시민청이라는 민원실이 운영된다.
현재 옛 시청 건물은 서울도서관으로 사용되어, 2012년 10월 26일에 개관하였다.

## 조직
| 실·국                       | 관·단                    | 담당관실·과 |
| --------------------------- | ------------------------ | --- |
|                             |                          | |
| 시장 산하 하부조직          |                          | |
| 기획조정실                  | 정책기획관실             | 기획담당관실ㆍ조직담당관실ㆍ창의행정담당관실ㆍ법무담당관실ㆍ법률지원담당관실                                                                                     |
| 기획조정실                  | 재정기획관실             | 예산담당관실ㆍ재정담당관실ㆍ공공자산담당관실ㆍ평가담당관실ㆍ공기업담당관실                                                                                       |
| 소방재난본부                | 소방재난본부             | 소방행정과ㆍ재난대응과ㆍ예방과ㆍ안전지원과ㆍ현장대응단ㆍ소방감사담당관                                                                                           |
| 대변인실                    | 대변인실                 | 언론담당관실 |
| 홍보기획관실                | 홍보기획관실             | 홍보담당관실ㆍ뉴미디어담당관실ㆍ서울브랜드담당관실ㆍ민원담당관실                                                                                                 |
| 약자와의동행추진단          | 약자와의동행추진단       | 동행정책담당관실ㆍ동행사업담당관실 |
| 서울특별시 감사위원회       | 서울특별시 감사위원회    | 감사담당관실ㆍ공공감사담당관실ㆍ안전감사담당관실ㆍ조사담당관실ㆍ인권담당관실                                                                                     |
|                             |                          | 서울특별시 시민감사옴부즈만위원회 |
| 서울특별시 자치경찰위원회   | 사무국                   | 자치경찰총괄과ㆍ자치경찰협력과ㆍ자치경찰지원과 |
| 행정제1부시장 산하 하부조직 |                          | |
| 여성가족정책실              | 여성가족정책실           | 양성평등담당관실ㆍ영유아담당관실ㆍ아이돌봄담당관실ㆍ아동담당관실ㆍ가족다문화담당관실ㆍ1인가구담당관실                                                            |
| 노동ㆍ공정ㆍ상생정책관실    | 노동ㆍ공정ㆍ상생정책관실 | 노동정책담당관실ㆍ소상공인담당관실ㆍ상권활성화담당관실ㆍ공정경제담당관실ㆍ농수산유통담당관실                                                                     |
| 비상기획관실                | 비상기획관실             | 민방위담당관실 |
| 디지털정책관실              | 디지털정책관실           | 디지털정책담당관실ㆍ빅데이터담당관실ㆍ정보시스템담당관실ㆍ정보공개담당관실ㆍ공간정보담당관실ㆍ정보통신보안담당관실                                               |
| 민생사법경찰단              |                          | |
| 미래청년기획단              |                          | |
| 경제정책실                  | 경제정책실               | 전략산업기반과ㆍ국제협력과ㆍ금융투자과ㆍ바이오AI산업과 |
|                             | 경제일자리기획관실       | 경제정책과ㆍ일자리정책과ㆍ창업정책과ㆍ뷰티패션산업과ㆍ미디어콘텐츠산업과ㆍ캠퍼스타운활성화과                                                                     |
|                             | 신산업정책관실           | |
| 복지정책실                  | 복지기획관실             | 복지정책과ㆍ안심소득추진과ㆍ안심돌봄복지과ㆍ어르신복지과ㆍ장애인복지정책과ㆍ장애인자립지원과ㆍ자활지원과                                                         |
| 도시교통실                  | 도시교통실               | 교통정책과ㆍ도시철도과ㆍ버스정책과ㆍ미래첨단교통과ㆍ택시정책과ㆍ주차계획과ㆍ보행자전거과ㆍ물류정책과ㆍ교통운영과ㆍ교통지도과                                     |
|                             | 교통기획관실             | |
| 기후환경본부                | 기후환경본부             | 기후환경정책과ㆍ친환경건물과ㆍ친환경차량과ㆍ대기정책과ㆍ녹색에너지과                                                                                             |
|                             | 자원회수시설추진단       | 자원순환과ㆍ생활환경과 |
| 문화본부                    | 문화본부                 | 문화정책과ㆍ문화예술과ㆍ문화재정책과ㆍ문화재관리과ㆍ박물관과ㆍ문화시설과                                                                                         |
| 관광체육국                  | 관광체육국               | 관광정책과ㆍ관광산업과ㆍ체육정책과ㆍ체육진흥과 |
| 평생교육국                  | 평생교육국               | 교육지원정책과ㆍ평생교육과ㆍ청소년정책과ㆍ친환경급식과 |
| 시민건강국                  | 시민건강국               | 보건의료정책과ㆍ스마트건강과ㆍ정신건강과ㆍ감염병관리과ㆍ코로나19대응지원과ㆍ식품정책과ㆍ감염병연구센터ㆍ공공의료추진단                                           |
| 행정국                      | 행정국                   | 총무과ㆍ인사과ㆍ인력개발과ㆍ자치행정과ㆍ시민협력과ㆍ대외협력과ㆍ남북협력과                                                                                       |
| 재무국                      | 재무국                   | 재무과ㆍ재산관리과ㆍ계약심사과ㆍ세제과ㆍ세무과ㆍ38세금징수과 |
| 행정제2부시장 산하 하부조직 |                          | |
| 미래공간기획관실            | 미래공간기획관실         | 도시공간기획담당관실ㆍ공공개발기획담당관실ㆍ공공개발사업담당관실                                                                                                 |
| 디자인정책관실              | 디자인정책관실           | 디자인정책담당관실ㆍ디자인산업담당관실ㆍ도시경관담당관실 |
|                             |                          | 기술심사담당관실 |
| 안전총괄실                  | 안전총괄관실             | 안전총괄과ㆍ중대재해예방과ㆍ안전지원과ㆍ건설혁신과ㆍ도로계획과ㆍ도로관리과ㆍ도로시설과ㆍ교량안전과                                                               |
| 주택정책실                  | 주택공급기획관실         | 주택정책과ㆍ전략주택공급과ㆍ공공주택과ㆍ공동주택지원과ㆍ주거정비과ㆍ주택정책지원센터ㆍ건축기획과ㆍ재정비촉진사업과ㆍ주거환경개선과ㆍ지역건축안전센터ㆍ한옥정책과 |
| 도시계획국                  | 도시계획국               | 도시계획과ㆍ도시계획상임기획과ㆍ신속통합기획과ㆍ도시관리과ㆍ시설계획과ㆍ토지관리과                                                                               |
| 균형발전본부                | 균형발전기획관실         | 균형발전정책과ㆍ도심재창조과ㆍ도시정비과ㆍ동북권사업과ㆍ서부권사업과ㆍ광화문광장사업과                                                                           |
| 균형발전본부                | 동남권추진단             | |
| 푸른도시여가국              | 푸른도시여가국           | 공원여가정책과ㆍ공원여가사업과ㆍ공원조성과ㆍ조경과ㆍ자연생태과ㆍ동물보호과ㆍ산지방재과                                                                           |
| 물순환안전국                | 물순환안전국             | 수변감성도시과ㆍ치수안전과ㆍ물재생계획과ㆍ물재생시설과 |
| 정무부시장 산하 하부조직    |                          | |

| - 서울시립대학교 - 서울특별시농업기술센터 - 서울특별시보건환경연구원 - 서울특별시인재개발원 - 서울종합방재센터 - 서울특별시소방서 - 종로소방서 - 중부소방서 - 광진소방서 - 성동소방서 - 용산소방서 - 동대문소방서 - 중랑소방서 - 영등포소방서 - 성북소방서 - 강북소방서 - 도봉소방서 - 노원소방서 - 은평소방서 - 서대문소방서 - 마포소방서 - 강남소방서 - 서초소방서 - 관악소방서 - 동작소방서 - 강서소방서 - 양천소방서 - 강동소방서 - 송파소방서 - 구로소방서 - 금천소방서 - 서울특별시소방학교 - 서울특별시대통령경호처소방대 - 서울특별시119특수구조단 - 서울특별시시민안전체험관 | - 서울특별시도시기반시설본부 - 서울특별시상수도사업본부 - 서울특별시한강사업본부 - 서울특별시아동복지센터 - 서울특별시데이터센터 - 서울특별시차량정비센터 - 서울특별시립병원 - 서울특별시 어린이병원 - 서울특별시 서북병원 - 서울특별시 은평병원 - 서울특별시박물관 - 서울역사박물관 - 한성백제박물관 - 서울공예박물관 - 서울특별시립미술관 - 서울특별시체육시설관리사업소 - 서울도서관 - 서울역사편찬원 - 서울특별시공원여가센터 - 서울특별시중부공원여가센터 - 서울특별시서부공원여가센터 - 서울특별시동부공원여가센터 - 서울특별시북부공원여가센터 - 서울특별시서울대공원 - 서울특별시공무원수련원 - 서울특별시품질시험소 - 서울특별시도로사업소 - 서울특별시동부도로사업소 - 서울특별시서부도로사업소 - 서울특별시남부도로사업소 - 서울특별시북부도로사업소 - 서울특별시성동도로사업소 - 서울특별시강서도로사업소 - 서울특별시물재생센터 - 서울특별시중랑물재생센터 - 서울특별시난지물재생센터 - 서울특별시립과학관 - 서울식물원 - 서울기록원 |

## 산하 자치단체
| - 종로구청 - 중구청 - 용산구청 - 성동구청 - 광진구청 | - 동대문구청 - 중랑구청 - 성북구청 - 강북구청 - 도봉구청 | - 노원구청 - 은평구청 - 서대문구청 - 마포구청 - 양천구청 | - 강서구청 - 구로구청 - 금천구청 - 영등포구청 - 동작구청 | - 관악구청 - 서초구청 - 강남구청 - 송파구청 - 강동구청 |

## 정원
서울특별시청에 두는 지방공무원의 정원은 다음과 같다.
| 총계          | 총계                               | 5,058명 |
| ------------- | ---------------------------------- | ------- |
| 정무직 계     | 정무직 계                          | 4명     |
|               | 시장                               | 1명     |
|               | 부시장                             | 1명     |
|               | 서울특별시 자치경찰위원회 위원장   | 1명     |
|               | 서울특별시 자치경찰위원회 상임위원 | 1명     |
|               |                                    |         |
| 일반직 계     | 일반직 계                          | 4,858명 |
|               | 1급 이하 2급 이상                  | 28명    |
|               | 3급 이하 5급 이상                  | 1,201명 |
|               | 6급 이하                           | 3,602명 |
|               | 전문경력관                         | 27명    |
|               |                                    |         |
| 별정직 계     | 별정직 계                          | 28명    |
|               | 3급 상당 이하 5급 상당 이상        | 23명    |
|               | 6급 상당 이하                      | 5명     |
|               |                                    |         |
| 연구직 계     | 연구직 계                          | 24명    |
|               | 연구관                             | 3명     |
|               | 연구사                             | 21명    |
|               |                                    |         |
| 소방공무원 계 | 소방공무원 계                      | 141명   |
|               | 소방준감                           | 4명     |
|               | 소방정                             | 2명     |
|               | 소방령 이하                        | 135명   |
|               |                                    |         |
| 경찰공무원 계 | 경찰공무원 계                      | 3명     |
|               | 총경                               | 1명     |
|               | 경정 이하                          | 2명     |

## 재정
2022년 총예산은 전년도에 비해 5.3% 감소한 44조 2,190억 4,880만 2,000원이며, 총수입·총지출 기준 구체적인 재정 규모는 다음과 같다.
| 구분                    | 세입예산                    | 작년 대비 증감 |
| ----------------------- | --------------------------- | -------------- |
| 지방세수입              | 23조 955억 7,400만 원       | +15.3%         |
| 세외수입                | 4조 4,403억 5,772만 1,000원 | -3.8%          |
| 지방교부세              | 2,048억 2,864만 6,000원     | -1.8%          |
| 보조금                  | 7조 9,789억 2,159만 2,000원 | -15%           |
| 지방채                  | 1조 7,088억 9,500만 원      | -19.6%         |
| 보전수입 등 및 내부거래 | 6조 7,904억 7,184억 3,000원 | -34.3%         |

| 구분                  | 구분                  | 세출예산                    | 작년 대비 증감 |
| 분야                  | 부문                  | 세출예산                    | 작년 대비 증감 |
| --------------------- | --------------------- | --------------------------- | -------------- |
| 일반공공행정          | 일반공공행정          | 7조 5,426억 428만 7,000원   | -12.24%        |
|                       | 입법및선거관리        | 366억 397만 9,000원         | +33.1%         |
|                       | 지방행정·재정지원     | 6조 1,570억 3,056만 6,000원 | -2.9%          |
|                       | 재정·금융             | 6,063억 497만 7,000원       | -59.41%        |
|                       | 일반행정              | 7,426억 6,477만 5,000원     | +1.39%         |
| 공공질서및안전        | 공공질서및안전        | 1조 5,195억 6,003만 9,000원 | +9.44%         |
|                       | 경찰                  | 16억 9,103만 6,000원        | +55.43%        |
|                       | 재난방재·민방위       | 4,195억 6,434만 4,000원     | +31.2%         |
|                       | 소방                  | 1조 983억 465만 9,000원     | +2.88%         |
| 교육                  | 교육                  | 4조 2,770억 2,118만 5,000원 | -1.71%         |
|                       | 유아및초중등교육      | 4조 2,446억 9,451만 5,000원 | -1.83%         |
|                       | 평생·직업교육         | 323억 2,667만 원            | +17.3%         |
| 문화및관광            | 문화및관광            | 8,146억 7,922만 8,000원     | -0.79%         |
|                       | 문화예술              | 3,271억 5,484만 1,000원     | +0.28%         |
|                       | 관광                  | 650억 8,283만 8,000원       | -1.24%         |
|                       | 체육                  | 1,534억 569만 2,000원       | -18.86%        |
|                       | 문화재                | 1,903억 9,050만 4,000원     | +9.17%         |
|                       | 문화및관광일반        | 786억 4,535만 3,000원       | +19.93%        |
| 환경                  | 환경                  | 2조 1,128억 2,548만 원      | -12.38%        |
|                       | 상하수도·수질         | 1조 5,052억 3,730만 2,000원 | -0.15%         |
|                       | 폐기물                | 1,680억 9,696만 5,000원     | +0.55%         |
|                       | 대기                  | 2,726억 2,183만 3,000원     | -49.89%        |
|                       | 자연                  | 387억 4,479만 4,000원       | -51.44%        |
|                       | 환경보호일반          | 1,281억 2,458만 6,000원     | +13.64%        |
| 사회복지              | 사회복지              | 15조 9,532억 2,832만 원     | -5.57%         |
|                       | 취약계층지원          | 5조 6,074억 7,328만 6,000원 | +0.74%         |
|                       | 보육·가족및여성       | 2조 9,262억 418만 1,000원   | +2.44%         |
|                       | 노인·청소년           | 3조 5,363억 1,892만 원      | +6.58%         |
|                       | 노동                  | 2,624억 2,875만 5,000원     | -19.31%        |
|                       | 주택                  | 3조 5,832억 8,500만 원      | +12.41%        |
|                       | 사회복지일반          | 375억 1,717만 8,000원       | -97.71%        |
| 보건                  | 보건                  | 6,939억 6,520만 9,000원     | +1.08%         |
|                       | 보건의료              | 6,793억 456만 9,000원       | +0.85%         |
|                       | 식품의약안전          | 146억 6,064만 원            | +12.9%         |
| 농림해양수산          | 농림해양수산          | 987억 1,782만 7,000원       | +42.86%        |
|                       | 농업·농촌             | 987억 1,782만 7,000원       | +42.86%        |
| 산업·중소기업및에너지 | 산업·중소기업및에너지 | 6,904억 8,302만 2,000원     | -10.1%         |
|                       | 무역및투자유치        | 85억 1,603만 1,000원        | +23.96%        |
|                       | 산업진흥·고도화       | 6,165억 4,059만 5,000원     | -8.59%         |
|                       | 산업·중소기업일반     | 654억 2,639만 6,000원       | -24.59%        |
| 교통및물류            | 교통및물류            | 5조 6,369억 4135만 원       | +0.36%         |
|                       | 도로                  | 9,973억 8,662만 7,000원     | -22.83%        |
|                       | 도시철도              | 1조 7,032억 9,953만 8,000원 | +79.04%        |
|                       | 대중교통·물류등기타   | 2조 9,362억 5,518만 5,000원 | -12.95%        |
| 국토및지역개발        | 국토및지역개발        | 2조 6,621억 7,794만 0원     | -10.18%        |
|                       | 수자원                | 1,098억 108만 4,000원       | -28.16%        |
|                       | 지역및도시            | 2조 5,410억 4,685만 6,000원 | -9.01%         |
|                       | 산업단지              | 113억 3,000만 원            | -38.3%         |
| 과학기술              | 과학기술              | 18억 4,374만 1,000원        | +12.13%        |
|                       | 과학기술일반          | 18억 4,374만 1,000원        | +12.13%        |
| 예비비                | 예비비                | 1,439억 3,787만 1,000원     | -6.89%         |
|                       | 예비비                | 1,439억 3,787만 1,000원     | -6.89%         |
| 기타                  | 기타                  | 2조 710억 6,330만 3,000원   | +4.78%         |
|                       | 기타                  | 2조 710억 6,330만 3,000원   | +4.78%         |

## 같이 보기
- 서울특별시
- 서울특별시청사
- 서울특별시장
- 서울특별시 부시장
- 서울특별시의회
- 서울특별시교육청
- 서울 시민청
- 다산플라자
- 서울특별시교육청
- 서울특별시체육회
- 서울상공회의소
- 서울테크노파크

## 참고 문헌
- 본 문서에는 서울특별시에서 지식공유 프로젝트를 통해 퍼블릭 도메인으로 공개한 저작물을 기초로 작성된 내용이 포함되어 있습니다.